# فیلیپپه لافونتین
فیلیپپه لافونتین (به فرانسوی: Philippe Lafontaine) یک خواننده و آهنگساز بلژیکی (زاده ۲۴ می ۱۹۵۵) می‌باشد.

## آلبوم‌ها
1. Ou...? (۱۹۷۸)
2. Pourvu Que Ca Roule (۱۹۸۱)
3. Charmez (۱۹۸۷)
4. Fa Ma No Ni Ma (۱۹۸۹)
5. Affaire (À Suivre) (۱۹۸۸)
6. Machine À Larmes (۱۹۹۲)
7. D'ici (۱۹۹۴)
8. Folklores Imagninaires (۱۹۹۶)
9. Compilation Attitudes (۱۹۹۷)
10. Pour Toujours (۱۹۹۸)
11. Fond De Scene Live (۱۹۹۹)
12. De L'autre Rive (۲۰۰۳)